# Honkasaari (ö i Finland, Norra Österbotten, Nivala-Haapajärvi, lat 63,61, long 25,97)
Honkasaari är en ö i Finland. Den ligger i sjön Pyhäjärvi och i kommunen Pyhäjärvi i den ekonomiska regionen  Nivala-Haapajärvi ekonomiska region  och landskapet Norra Österbotten, i den centrala delen av landet, 400 km norr om huvudstaden Helsingfors. Öns största längd är 0,6 kilometer i nord-sydlig riktning.